# Équipe de Suisse olympique de football
L'équipe de Suisse olympique de football représente la Suisse dans les compétitions de football espoirs comme les Jeux olympiques d'été, où sont conviés les joueurs de moins de 23 ans plus trois joueurs hors critères.

## Palmarès
La Suisse a obtenu en 1924 la médaille d'argent olympique en s'inclinant en finale 3-0 face à l'Uruguay. Ce qui correspond au plus grand résultat d'une équipe suisse de football jamais réalisé jusqu'à la victoire des moins de 17 ans à l'Euro 2002 face à la France, au Danemark, et à la victoire au Mondial 2009 en finale face au Nigeria, le pays organisateur. Signalons que les moins de 21 ans ont décroché leur qualification pour les Jeux olympiques de 2012 en s'inclinant 2-0 en finale de l'Euro espoirs en 2011 face à l'Espagne.

## Parcours lors des Jeux olympiques
Depuis les Jeux olympiques d'été de 1992, le tournoi est joué par des joueurs de moins de 23 ans.
| Football aux Jeux olympiques | Football aux Jeux olympiques | Football aux Jeux olympiques       | Football aux Jeux olympiques | Football aux Jeux olympiques | Football aux Jeux olympiques | Football aux Jeux olympiques | Football aux Jeux olympiques | Football aux Jeux olympiques |
| Année                        | Tour                         | Classement                         | J                            | G                            | N                            | P                            | Bp                           | Bc                           |
| ---------------------------- | ---------------------------- | ---------------------------------- | ---------------------------- | ---------------------------- | ---------------------------- | ---------------------------- | ---------------------------- | ---------------------------- |
| Athènes 1896                 | Pas de tournoi               | Pas de tournoi                     | Pas de tournoi               | Pas de tournoi               | Pas de tournoi               | Pas de tournoi               | Pas de tournoi               | Pas de tournoi               |
| Paris 1900                   | Non participante             | Non participante                   | Non participante             | Non participante             | Non participante             | Non participante             | Non participante             | Non participante             |
| Saint-Louis 1904             | Non participante             | Non participante                   | Non participante             | Non participante             | Non participante             | Non participante             | Non participante             | Non participante             |
| Londres 1908                 | Non participante             | Non participante                   | Non participante             | Non participante             | Non participante             | Non participante             | Non participante             | Non participante             |
| Stockholm 1912               | Non participante             | Non participante                   | Non participante             | Non participante             | Non participante             | Non participante             | Non participante             | Non participante             |
| Anvers 1920                  | Non participante             | Non participante                   | Non participante             | Non participante             | Non participante             | Non participante             | Non participante             | Non participante             |
| Paris 1924                   | Finaliste                    | Médaille d'argent, Jeux olympiques | 6                            | 4                            | 1                            | 1                            | 15                           | 6                            |
| Amsterdam 1928               | 1er tour                     | 14e                                | 1                            | 0                            | 0                            | 1                            | 0                            | 4                            |
| Los Angeles 1932             | Pas de tournoi               | Pas de tournoi                     | Pas de tournoi               | Pas de tournoi               | Pas de tournoi               | Pas de tournoi               | Pas de tournoi               | Pas de tournoi               |
| Berlin 1936                  | Non participante             | Non participante                   | Non participante             | Non participante             | Non participante             | Non participante             | Non participante             | Non participante             |
| Londres 1948                 | Non participante             | Non participante                   | Non participante             | Non participante             | Non participante             | Non participante             | Non participante             | Non participante             |
| Helsinki 1952                | Non participante             | Non participante                   | Non participante             | Non participante             | Non participante             | Non participante             | Non participante             | Non participante             |
| Melbourne 1956               | Non participante             | Non participante                   | Non participante             | Non participante             | Non participante             | Non participante             | Non participante             | Non participante             |
| Rome1960                     | Non qualifiée                | Non qualifiée                      | Non qualifiée                | Non qualifiée                | Non qualifiée                | Non qualifiée                | Non qualifiée                | Non qualifiée                |
| Tokyo 1964                   | Non qualifiée                | Non qualifiée                      | Non qualifiée                | Non qualifiée                | Non qualifiée                | Non qualifiée                | Non qualifiée                | Non qualifiée                |
| Mexico 1968                  | Non qualifiée                | Non qualifiée                      | Non qualifiée                | Non qualifiée                | Non qualifiée                | Non qualifiée                | Non qualifiée                | Non qualifiée                |
| Munich 1972                  | Non qualifiée                | Non qualifiée                      | Non qualifiée                | Non qualifiée                | Non qualifiée                | Non qualifiée                | Non qualifiée                | Non qualifiée                |
| Montréal 1976                | Non participante             | Non participante                   | Non participante             | Non participante             | Non participante             | Non participante             | Non participante             | Non participante             |
| Moscou 1980                  | Non participante             | Non participante                   | Non participante             | Non participante             | Non participante             | Non participante             | Non participante             | Non participante             |
| Los Angeles 1984             | Non participante             | Non participante                   | Non participante             | Non participante             | Non participante             | Non participante             | Non participante             | Non participante             |
| Séoul 1988                   | Non qualifiée                | Non qualifiée                      | Non qualifiée                | Non qualifiée                | Non qualifiée                | Non qualifiée                | Non qualifiée                | Non qualifiée                |
| Barcelone 1992               | Non qualifiée                | Non qualifiée                      | Non qualifiée                | Non qualifiée                | Non qualifiée                | Non qualifiée                | Non qualifiée                | Non qualifiée                |
| Atlanta 1996                 | Non qualifiée                | Non qualifiée                      | Non qualifiée                | Non qualifiée                | Non qualifiée                | Non qualifiée                | Non qualifiée                | Non qualifiée                |
| Sydney 2000                  | Non qualifiée                | Non qualifiée                      | Non qualifiée                | Non qualifiée                | Non qualifiée                | Non qualifiée                | Non qualifiée                | Non qualifiée                |
| Athènes 2004                 | Non qualifiée                | Non qualifiée                      | Non qualifiée                | Non qualifiée                | Non qualifiée                | Non qualifiée                | Non qualifiée                | Non qualifiée                |
| Pékin 2008                   | Non qualifiée                | Non qualifiée                      | Non qualifiée                | Non qualifiée                | Non qualifiée                | Non qualifiée                | Non qualifiée                | Non qualifiée                |
| Londres 2012                 | 1er tour                     | 13e                                | 3                            | 0                            | 1                            | 2                            | 2                            | 4                            |
| Rio 2016                     | Non qualifiée                | Non qualifiée                      | Non qualifiée                | Non qualifiée                | Non qualifiée                | Non qualifiée                | Non qualifiée                | Non qualifiée                |
| Tokyo 2020                   | Non qualifiée                | Non qualifiée                      | Non qualifiée                | Non qualifiée                | Non qualifiée                | Non qualifiée                | Non qualifiée                | Non qualifiée                |
| Paris 2024                   | Non qualifiée                | Non qualifiée                      | Non qualifiée                | Non qualifiée                | Non qualifiée                | Non qualifiée                | Non qualifiée                | Non qualifiée                |
| Los Angeles 2028             | À venir                      | -                                  | -                            | -                            | -                            | -                            | -                            | -                            |
| Brisbane 2032                | À venir                      | -                                  | -                            | -                            | -                            | -                            | -                            | -                            |
| Total                        | 3/28                         | 1 médaille                         | 10                           | 4                            | 2                            | 4                            | 17                           | 14                           |

## Effectif
Liste des joueurs convoqués par Pierluigi Tami pour disputer les Jeux olympiques d'été de 2012.
| #  | Nom                 | Position  | Club                    | Âge | Joués | But inscrit | Averti | Carton jaune · Carton jaune · Carton rouge | Carton rouge |
| -- | ------------------- | --------- | ----------------------- | --- | ----- | ----------- | ------ | ------------------------------------------ | ------------ |
| 1  | Diego Benaglio      | Gardien   | VfL Wolfsburg           | 28  | 3     | 0           | 0      | 0                                          | 0            |
| 18 | Benjamin Siegrist   | Gardien   | Aston Villa FC          | 20  | 0     | 0           | 0      | 0                                          | 0            |
| 3  | Fabio Daprelà       | Défenseur | Brescia Calcio          | 21  | 1     | 0           | 1      | 0                                          | 0            |
| 5  | François Affolter   | Défenseur | Werder Brême            | 21  | 1     | 0           | 1      | 0                                          | 0            |
| 6  | Alain Wiss          | Défenseur | FC Lucerne              | 21  | 2     | 0           | 0      | 0                                          | 0            |
| 13 | Ricardo Rodríguez   | Défenseur | VfL Wolfsburg           | 19  | 3     | 0           | 0      | 0                                          | 0            |
| 15 | Timm Klose          | Défenseur | 1. FC Nuremberg         | 24  | 2     | 0           | 1      | 0                                          | 0            |
| 16 | Fabian Schär        | Défenseur | FC Bâle                 | 20  | 2     | 0           | 0      | 0                                          | 0            |
| 17 | Michel Morganella   | Défenseur | Novare Calcio           | 23  | 2     | 0           | 1      | 0                                          | 0            |
| 2  | Xavier Hochstrasser | Milieu    | FC Lucerne              | 24  | 2     | 0           | 1      | 0                                          | 0            |
| 4  | Oliver Buff         | Milieu    | FC Zurich               | 19  | 2     | 0           | 0      | 1                                          | 0            |
| 8  | Amir Abrashi        | Milieu    | Grasshopper Club Zurich | 22  | 3     | 0           | 0      | 0                                          | 0            |
| 9  | Fabian Frei         | Milieu    | FC Bâle                 | 23  | 3     | 0           | 0      | 0                                          | 0            |
| 10 | Pajtim Kasami       | Milieu    | Fulham FC               | 20  | 3     | 0           | 1      | 0                                          | 0            |
| 7  | Innocent Emeghara   | Attaquant | FC Lorient              | 23  | 3     | 1           | 1      | 0                                          | 0            |
| 11 | Admir Mehmedi       | Attaquant | Dynamo Kiev             | 21  | 3     | 1           | 0      | 0                                          | 0            |
| 12 | Josip Drmić         | Attaquant | FC Zurich               | 19  | 2     | 0           | 1      | 0                                          | 0            |
| 14 | Steven Zuber        | Attaquant | Grasshopper Club Zurich | 20  | 2     | 0           | 0      | 0                                          | 0            |

## Rencontres

### Jeux olympiques d'été de 1924

#### Tour préliminaire
| 25 mai 1924                       | Suisse                                                                           | 9 - 0   | Lituanie | Pershing, Paris                                 |                                                 |
| 15h30 · Historique des rencontres | Sturzenegger 2e 43e 68e 85e · Dietrich 14e · Abegglen 41e 50e 58e · Ramseyer 63e | (4 - 0) |          | Spectateurs : 8 110 Arbitrage : Antonio Scamoni | Spectateurs : 8 110 Arbitrage : Antonio Scamoni |
| 15h30 · Historique des rencontres | Rapport                                                                          |         |          | Spectateurs : 8 110 Arbitrage : Antonio Scamoni | Spectateurs : 8 110 Arbitrage : Antonio Scamoni |

#### Huitièmes de finale

##### Premier match
| 28 mai 1924                       | Suisse       | 1 - 1 a. p. | Tchécoslovaquie        | Bergeyre, Paris                                |                                                |
| 17h00 · Historique des rencontres | Dietrich 79e | (0 - 1)     | 22e (pen.) Sloup-Štapl | Spectateurs : 9 157 Arbitrage : Peder Andersen | Spectateurs : 9 157 Arbitrage : Peder Andersen |
| 17h00 · Historique des rencontres | Rapport      |             |                        | Spectateurs : 9 157 Arbitrage : Peder Andersen | Spectateurs : 9 157 Arbitrage : Peder Andersen |

##### Match rejoué
| 30 mai 1924                       | Suisse    | 1 - 0   | Tchécoslovaquie | Bergeyre, Paris                                |                                                |
| 17h30 · Historique des rencontres | Pache 87e | (0 - 0) |                 | Spectateurs : 7 448 Arbitrage : Marcel Slawick | Spectateurs : 7 448 Arbitrage : Marcel Slawick |
| 17h30 · Historique des rencontres | Rapport   |         |                 | Spectateurs : 7 448 Arbitrage : Marcel Slawick | Spectateurs : 7 448 Arbitrage : Marcel Slawick |

#### Quarts de finale
| 2 juin 1924                       | Suisse                          | 2 - 1   | Italie          | Bergeyre, Paris                                  |                                                  |
| 17h00 · Historique des rencontres | Sturzenegger 46e · Abegglen 70e | (0 - 0) | 52e Della Valle | Spectateurs : 8 359 Arbitrage : Johannes Mutters | Spectateurs : 8 359 Arbitrage : Johannes Mutters |
| 17h00 · Historique des rencontres | Rapport                         |         |                 | Spectateurs : 8 359 Arbitrage : Johannes Mutters | Spectateurs : 8 359 Arbitrage : Johannes Mutters |

#### Demi-finales
| 5 juin 1924                       | Suisse           | 2 - 1   | Suède    | Stade olympique, Colombes                        |                                                  |
| 17h00 · Historique des rencontres | Abegglen 15e 77e | (1 - 1) | 41e Kock | Spectateurs : 7 448 Arbitrage : Mihály Iváncsics | Spectateurs : 7 448 Arbitrage : Mihály Iváncsics |
| 17h00 · Historique des rencontres | Rapport          |         |          | Spectateurs : 7 448 Arbitrage : Mihály Iváncsics | Spectateurs : 7 448 Arbitrage : Mihály Iváncsics |

#### Finale
| 9 juin 1924                       | Uruguay                           | 3 - 0   | Suisse | Stade olympique, Colombes                       |                                                 |
| 17h00 · Historique des rencontres | Petrone 9e · Cea 65e · Romano 82e | (1 - 0) |        | Spectateurs : 40 552 Arbitrage : Marcel Slawick | Spectateurs : 40 552 Arbitrage : Marcel Slawick |
| 17h00 · Historique des rencontres | Rapport                           |         |        | Spectateurs : 40 552 Arbitrage : Marcel Slawick | Spectateurs : 40 552 Arbitrage : Marcel Slawick |

|  | Titulaires : Andrés Mazali Pedro Arispe José Nasazzi Alfredo Ghierra José Vidal José Andrade Ángel Romano Pedro Cea Pedro Petrone Héctor Scarone Santos Urdinarán Entraîneur : Ernesto Fígoli | Finale des JO 1924 |  | Titulaires : Hans Pulver Rudolf Ramseyer Adolphe Reymond Aron Pollitz Paul Schmiedlin August Oberhauser Paul Fässler Max Abegglen Walter Dietrich Robert Pache Karl Ehrenbolger Entraîneur : Teddy Duckworth |

### Jeux olympiques d'été de 1928

#### Tour préliminaire
| 28 mai 1928                       | Allemagne                          | 4 - 0   | Suisse | Stade olympique, Amsterdam                     |                                                |
| 12h00 · Historique des rencontres | Hofmann 17e 75e 85e · Hornauer 42e | (2 - 0) |        | Spectateurs : 35 000 Arbitrage : Willem Eymers | Spectateurs : 35 000 Arbitrage : Willem Eymers |
| 12h00 · Historique des rencontres | Rapport                            |         |        | Spectateurs : 35 000 Arbitrage : Willem Eymers | Spectateurs : 35 000 Arbitrage : Willem Eymers |

### Jeux olympiques d'été de 2012

#### Tour préliminaire
| 26 juillet 2012 | Gabon | 1 - 1   | Suisse | St James' Park, Newcastle                      |                                                |
| 18 h 15 HAEC    | Aubameyang 45e | (1 - 1) | Mehmedi 5e (pen.) | Spectateurs : 15 748 Arbitrage : Wilmar Roldán | Spectateurs : 15 748 Arbitrage : Wilmar Roldán |
| 18 h 15 HAEC    | Rapport |         | | Spectateurs : 15 748 Arbitrage : Wilmar Roldán | Spectateurs : 15 748 Arbitrage : Wilmar Roldán |
| 18 h 15 HAEC    | Ovono - N'Dong, Dinda - Boussoughou, Engonga, Madinda, N'Doumbou, Obiang, Tandjigora ( 49e) - Aubameyang, Nono ( 18e, 74e Meye) | Équipes | Benaglio - Klose ( 14e), Morganella, Ricardo Rodríguez, Schär - Buff ( 32e, 78e), Frei, Hochstrasser - Emeghara ( 84e Abrashi), Mehmedi, Zuber ( 68e Kasami) | Spectateurs : 15 748 Arbitrage : Wilmar Roldán | Spectateurs : 15 748 Arbitrage : Wilmar Roldán |

| 29 juillet 2012 | Corée du Sud | 2 - 1   | Suisse | City of Coventry Stadium, Coventry           |                                              |
| 18 h 15 HAEC    | Park 57e · Kim B-k. 64e                                                                                               | (0 - 0) | Emeghara 60e | Spectateurs : 30 114 Arbitrage : Raúl Orosco | Spectateurs : 30 114 Arbitrage : Raúl Orosco |
| 18 h 15 HAEC    | Rapport |         | | Spectateurs : 30 114 Arbitrage : Raúl Orosco | Spectateurs : 30 114 Arbitrage : Raúl Orosco |
| 18 h 15 HAEC    | Jung - Hwang, Kim C-s., Kim Y-g., Yun - Ki, Kim B-k., Koo, Nam ( 61e Baek), Park J-w ( 68e) - Park C-g ( 71e, 73e Ji) | Équipes | Benaglio - Klose, Morganella ( 66e), Ricardo Rodríguez, Schär - Abrashi, Frei, Kasami ( 1e, 85e Wiss) - Emeghara ( 88e), Mehmedi, Zuber ( 71e Drmić ( 92e)) | Spectateurs : 30 114 Arbitrage : Raúl Orosco | Spectateurs : 30 114 Arbitrage : Raúl Orosco |

| 1er août 2012 | Mexique | 1 - 0   | Suisse | Millennium Stadium, Cardiff                      |                                                  |
| 18 h 00 HAEC  | Peralta 68e | (0 - 0) | | Spectateurs : 50 000 Arbitrage : Ravshan Irmatov | Spectateurs : 50 000 Arbitrage : Ravshan Irmatov |
| 18 h 00 HAEC  | Rapport |         | | Spectateurs : 50 000 Arbitrage : Ravshan Irmatov | Spectateurs : 50 000 Arbitrage : Ravshan Irmatov |
| 18 h 00 HAEC  | Corona - Chávez, Mier, Reyes, Salcido, Vidrio ( 46e I. Jiménez) - Aquino, Enríquez - dos Santos ( 84e R. Jiménez), Fabián ( 79e Ponce), Peralta | Équipes | Benaglio - Affolter ( 45+1e, Daprelà ( 39e, Klose, Ricardo Rodríguez - Abrashi ( 76e Wiss), Frei, Kasami ( 85e Hochstrasser ( 87e)) - Emeghara, Mehmedi, Zuber ( 61e Drmić) | Spectateurs : 50 000 Arbitrage : Ravshan Irmatov | Spectateurs : 50 000 Arbitrage : Ravshan Irmatov |

| Rang | Équipe       | Pts | J | G | N | P | Bp | Bc | Diff |
| ---- | ------------ | --- | - | - | - | - | -- | -- | ---- |
| 1    | Mexique      | 7   | 3 | 2 | 1 | 0 | 2  | 0  | +2   |
| 2    | Corée du Sud | 5   | 3 | 1 | 2 | 0 | 2  | 1  | +1   |
| 3    | Gabon        | 2   | 3 | 0 | 2 | 1 | 1  | 3  | -2   |
| 4    | Suisse       | 1   | 3 | 0 | 1 | 2 | 2  | 4  | -2   |

|  | Qualifié pour les quarts de finale                                                                                 |
|  | Pts points ; G victoires ; N match nuls ; P défaites Bp buts marqués ; Bc buts encaissés ; Diff différence de buts |